# Trara, das tönt wie Jagdgesang
Trara, das tönt wie Jagdgesang ist ein deutsches volkstümliches Lied.

Dabei handelt es sich um einen mündlich überlieferten, kurzen mehrstimmigen Kanon  im 6/8-Takt, in dem die Stimmung bei einer Jagd mit Jagdgesang und Hörnerklang wiedergegeben wird. Der Kanon fand in vielen Lieder- und Kanonsammlungen Aufnahme, wie zum Beispiel dem Chorbuch Ars musica im Möseler Verlag oder dem Kanonbuch bei Schott. Wie viele andere volkstümliche Lieder ist auch dieses mit leichten Textvarianten überliefert.

## Verschiedenes
Das Stück wurde vielfach interpretiert und eingespielt, unter anderem von der Albrecht-Familie mit Ursula von der Leyen. Es wurde auch von der Jagdhorngruppe des Zentralen Orchesters der Forstwirtschaft der DDR eingespielt. Orgelimprovisationen über das Thema stammen von dem Organisten Rudolf Lutz.